# Liste Schweizer Filme
Diese Liste enthält bedeutende Schweizer Filme, die international oder national erfolgreich waren oder wichtige Filmpreise eingeholt haben. Die Titel sind nach Jahren sortiert. Zu jedem Film sind in der Regel der Regisseur und gegebenenfalls die eingeholten Filmpreise angegeben.

## 1920er Jahre
- 1923: Die Geheimnisse der Kalmückensteppe (August Kern / Milton Ray Hartmann)
- 1925: Kindergesichter (Visages d’enfants) (Regie: Jacques Feyder)

## 1930er Jahre
- 1930: Frauennot – Frauenglück (Regie: Eduard Kasimirowitsch Tisse)
- 1932: Die Herrgottsgrenadiere (Regie: Anton Kutter), erster nationaler Tonfilm der Schweiz
- 1935: Jä-soo! (Regie: Leopold Lindtberg)
- 1938: Füsilier Wipf (Regie: Leopold Lindtberg)
- 1939: Wachtmeister Studer (Regie: Leopold Lindtberg)

## 1940er Jahre
- 1940: Die missbrauchten Liebesbriefe (Regie: Leopold Lindtberg)
- 1940: ’s Margritli und d’ Soldate (Regie: August Kern)
- 1941: Gilberte de Courgenay (Regie: Franz Schnyder)
- 1941: Landammann Stauffacher (Regie: Leopold Lindtberg)
- 1941: Romeo und Julia auf dem Dorfe (Regie: Hans Trommer, Valérien Schmidely)
- 1942: Steibruch (Regie: Sigfrit Steiner)
- 1942: Menschen, die vorüberziehen (Regie: Max Haufler)
- 1943: Wilder Urlaub (Regie: Franz Schnyder)
- 1944: Marie-Louise (Regie: Leopold Lindtberg; Oscar 1946 in der Kategorie Bestes Originaldrehbuch)
- 1945: Die letzte Chance (Regie: Leopold Lindtberg)
- 1947: Matto regiert (Regie: Leopold Lindtberg)
- 1948: Die Gezeichneten (Regie: Fred Zinnemann)
- 1949: Swiss Tour (Regie: Leopold Lindtberg)

## 1950er Jahre
- 1951: Die Vier im Jeep (Regie: Leopold Lindtberg, Elizabeth Montagu)
- 1952: Heidi (Regie: Luigi Comencini)
- 1953: Unser Dorf / The Village (Regie: Leopold Lindtberg)
- 1954: Uli der Knecht (Regie: Franz Schnyder)
- 1955: Uli der Pächter (Regie: Franz Schnyder)
- 1955: Heidi und Peter (Regie: Franz Schnyder)
- 1955: Polizischt Wäckerli (Regie: Kurt Früh)
- 1956: Oberstadtgass (Regie: Kurt Früh)
- 1957: Bäckerei Zürrer (Regie: Kurt Früh)
- 1957: Der 10. Mai (Regie: Franz Schnyder)
- 1957: Taxichauffeur Bänz (Regie: Werner Düggelin, Hermann Haller)
- 1957: Hinter den sieben Gleisen (Regie: Kurt Früh)
- 1958: Es geschah am hellichten Tag (Regie: Ladislao Vajda)
- 1958: Die Käserei in der Vehfreude (Regie: Franz Schnyder)
- 1959: HD-Soldat Läppli (Regie: Alfred Rasser)

## 1960er Jahre
- 1960: Wilhelm Tell (Regie: Michel Dickoff)
- 1961: Demokrat Läppli (Regie: Alfred Rasser)
- 1961: Es Dach überem Chopf (Regie: Kurt Früh)
- 1964: Geld und Geist (Regie: Franz Schnyder)
- 1969: Charles mort ou vif (Regie: Alain Tanner)

## 1970er Jahre
- 1970: Dällebach Kari (Regie: Kurt Früh)
- 1970: Erste Liebe (Regie: Maximilian Schell)
- 1971: Der Salamander (La salamandre) (Regie: Alain Tanner)
- 1972: Die Landvermesser (Les arpenteurs) (Regie: Michel Soutter)
- 1973: Die Einladung (Regie: Claude Goretta), Nominierung Oscar 1974 – Bester fremdsprachiger Film
- 1974: Die Mitte der Welt (Le milieu du monde) (Regie: Alain Tanner)
- 1974: La Paloma (Regie: Daniel Schmid)
- 1974: Schweizer im Spanischen Bürgerkrieg (Regie: Richard Dindo)
- 1975: Ganz so schlimm ist er auch nicht (Pas si méchant que ça) (Regie: Claude Goretta)
- 1976: Der Gehülfe (Regie: Thomas Koerfer)
- 1976: Jonas, der im Jahr 2000 25 Jahre alt sein wird (Jonas qui aura 25 ans en l’an 2000) (Regie: Alain Tanner)
- 1976: Die plötzliche Einsamkeit des Konrad Steiner (Regie: Kurt Gloor)
- 1976: Schatten der Engel (Regie: Daniel Schmid)
- 1976: Der Stumme (Regie: Gaudenz Meili)
- 1977: Die Indianer sind noch fern (Les Indiens sont encore loin) (Regie: Patricia Moraz)
- 1977: Die Spitzenklöpplerin (Regie: Claude Goretta)
- 1978: Kneuss (Kneuss – die Geschichte eines Sonderlings) (Regie: Gaudenz Meili)
- 1978: Morgarten findet statt (Regie: Erich Langjahr)
- 1978: Die Schweizermacher (Regie: Rolf Lyssy)
- 1979: Brot und Steine (Regie: Mark Rissi)
- 1979: Das gefrorene Herz (Regie: Xavier Koller)
- 1979: Kleine Fluchten (Les petites fugues) (Regie: Yves Yersin)
- 1979: Der Landvogt von Greifensee (Regie: Wilfried Bolliger)
- 1979: Messidor (Regie: Alain Tanner)
- 1979: Schilten (Regie: Beat Kuert)

## 1980er Jahre
- 1980: Der Erfinder (Regie: Kurt Gloor)
- 1981: Reisender Krieger (Regie: Christian Schocher)
- 1981: Das Boot ist voll (Regie: Markus Imhoof)
- 1981: Video-Liebe (Kassettenliebe) (Regie: Rolf Lyssy)
- 1981: Lichtjahre entfernt (Les années lumière) (Regie: Alain Tanner), Internationale Filmfestspiele von Cannes 1981 – Großer Preis der Jury
- 1982: E nachtlang Füürland / Eine nachtlang Feuerland (Regie: Clemens Klopfenstein, Remo Legnazzi)
- 1982: Strasek, der Vampir (Regie: Theodor Boder)
- 1982: Worte kommen meist zu spät (Hécate, maîtresse de la nuit) (Regie: Daniel Schmid), Nominierung Berlinale 1983 – Goldener Bär, Nominierung César 1983 – Bestes adaptiertes Drehbuch
- 1983: Glut (Regie: Thomas Koerfer), Nominierung Goldener Löwe 1983
- 1983: In der weissen Stadt (Dans la ville blanche) (Regie: Alain Tanner)
- 1983: Die schwarze Spinne (Regie: Mark Rissi)
- 1983: Der Tod des Mario Ricci (La mort de Mario Ricci) (Regie: Claude Goretta)
- 1984: Der Kuß der Tosca (Il bacio di Tosca) (Regie: Daniel Schmid)
- 1984: Mann ohne Gedächtnis (Regie: Kurt Gloor)
- 1984: Akropolis Now (Regie: Hans Liechti), Unifilm-Preis beim Filmfestival Max Ophüls Preis 1985
- 1984: Der Ruf der Sibylla (Regie: Clemens Klopfenstein)
- 1985: Derborence (Regie: Francis Reusser)
- 1985: Noah und der Cowboy (Regie: Felix Tissi), Preis der SZ-Leserjury beim Filmfestival Max Ophüls Preis 1986
- 1985: Der schwarze Tanner (Regie: Xavier Koller)
- 1985: Höhenfeuer (Regie: Fredi M. Murer)
- 1986: Ex Voto (Regie: Erich Langjahr)
- 1987: Dani, Michi, Renato & Max (Regie: Richard Dindo)
- 1987: Jenatsch (Regie: Daniel Schmid)
- 1987: Wendel (Regie: Christoph Schaub)
- 1988: À corps perdu (Regie: Léa Pool)
- 1988: Der Neapelfries (Regie: Gaudenz Meili)
- 1988: Candy Mountain (Regie: Robert Frank, Rudy Wurlitzer)
- 1988: Filou (Regie: Samir)
- 1988: Gekauftes Glück (Regie: Urs Odermatt): erfolgreichster Schweizer Film des Jahres (nach Kinoeinnahmen)
- 1988: Macao oder die Rückseite des Meeres (Macao) (Regie: Clemens Klopfenstein)
- 1988: Pestalozzis Berg (Regie: Peter von Gunten)
- 1988: Schlaflose Nächte (Regie: Marcel Gisler)
- 1988: Ein Schweizer namens Nötzli (Regie: Gustav Ehmck)
- 1989: Doppelgänger (Regie: Emanuel Boeck)
- 1989: Dreissig Jahre (Regie: Christoph Schaub)
- 1989: Die Gottesanbeterin (Georgette Meunier) (Regie: Tania Stöcklin, Cyrille Rey-Coquais)
- 1989: Leo Sonnyboy (Regie: Rolf Lyssy)
- 1989: Piano Panier oder Die Suche nach dem Äquator (Piano panier ou La recherche de l'équateur) (Regie: Patricia Plattner)
- 1989: RobbyKallePaul (Regie: Dani Levy)
- 1989: Schneller als das Auge (Quicker Than the Eye) / Supertrick (Regie: Nicolas Gessner)
- 1989: Stille Betrüger (Regie: Beat Lottaz)
- 1989: Yaaba – Großmutter (Regie: Idrissa Ouédraogo)

## 1990er Jahre
- 1990: All Out (Regie: Thomas Koerfer)
- 1990: Der Berg (Regie: Markus Imhoof)
- 1990: Reise der Hoffnung (Regie: Xavier Koller), Oscar-Gewinn 1991 für den besten fremdsprachigen Film
- 1990: Der schwarze Engel (Regie: Jacob Berger)
- 1990: Step Across the Border (Regie: Nicolas Humbert, Werner Penzel)
- 1990: Der Tod zu Basel (Regie: Urs Odermatt)
- 1990: Männer im Ring (Regie: Erich Langjahr)
- 1991: Anna Göldin – Letzte Hexe (Regie: Gertrud Pinkus)
- 1991: Daedalus (Regie: Pepe Danquart)
- 1991: La Demoiselle sauvage (Regie: Léa Pool)
- 1991: Immer und ewig (Regie: Samir)
- 1991: Tage des Zweifels (Regie: Bernhard Giger)
- 1992: Die blaue Stunde (Regie: Marcel Gisler)
- 1992: Brandnacht (Regie: Markus Fischer)
- 1992: Donusa (Regie: Angeliki Antoniou)
- 1992: Kinder der Landstrasse (Regie: Urs Egger)
- 1992: Zwischensaison (Hors saison) (Regie: Daniel Schmid), Schweizer Beitrag Oscar 1993 – Bester fremdsprachiger Film
- 1994: Ernesto Che Guevara, das bolivianische Tagebuch (Regie: Richard Dindo)
- 1994: Wachtmeister Zumbühl (Regie: Urs Odermatt): führte zur Entdeckung des Photographen Arnold Odermatt.
- 1995: Das geschriebene Gesicht (The Written Face) (Regie: Daniel Schmid)
- 1995: Middle of the Moment (Regie: Nicolas Humbert, Werner Penzel)
- 1995: Der Nebelläufer (Regie: Jörg Helbling), Max-Ophüls-Preis 1996
- 1995: Schwarz wie die Erinnerung (Noir comme le souvenir) (Regie: Jean-Pierre Mocky)
- 1995: Seitensprung für Anfänger (Adultère (mode d'emploi)) (Regie: Christine Pascal)
- 1996: Honig und Asche (Regie: Nadia Fares), Filmfestival Max Ophüls Preis 1997 – Regiepreis, Nominierung Schweizer Filmpreis 1998 – Bester Spielfilm
- 1996: Sennen-Ballade (Regie: Erich Langjahr)
- 1997: Atempause (Regie: Francesco Rosi), David di Donatello 1997 – Bester italienischer Film
- 1997: Ghetto (Regie: Thomas Imbach)
- 1997: Grüningers Fall (Regie: Richard Dindo)
- 1997: Die Salzmänner von Tibet (Regie: Ulrike Koch)
- 1997: Das Schweigen der Männer (Regie: Clemens Klopfenstein), Berner Filmpreis 1997, Schweizer Filmpreis 1998 – Bester Spielfilm
- 1997: Tupamaros (Regie: Heidi Specogna, Rainer Hoffmann)
- 1998: Megacities (Regie: Michael Glawogger)
- 1998: Three Below Zero – Drei unter Null (Regie: Simon Aeby), Max-Ophüls-Preis 1999
- 1998: Vollmond (Regie: Fredi M. Murer), Montreal World Film Festival 1998 – Grand Prix of the Americas, Nominierung Schweizer Filmpreis 1999 – Bester Spielfilm
- 1998: Bauernkrieg (Regie: Erich Langjahr)
- 1999: Beresina oder Die letzten Tage der Schweiz (Regie: Daniel Schmid)
- 1999: Closed Country (Regie: Kaspar Kasics)
- 1999: Exklusiv (Regie: Florian Froschmayer)
- 1999: Jonas und Lila (Jonas et Lila, à demain) (Regie: Alain Tanner), Nominierung Schweizer Filmpreis 2000 – Bester Spielfilm
- 1999: Marabus (Regie: Otar Iosseliani), Louis-Delluc-Preis 1999 – Bester Film, Europäischer FIPRESCI-Preis 1999
- 1999: Schlagen und Abtun (Regie: Norbert Wiedmer), Berner Filmpreis 1999, Schweizer Filmpreis 2000 – Bester Dokumentarfilm
- 1999: Viehjud Levi (Regie: Didi Danquart)

## 2000er Jahre
- 2000: El Acordeón del Diablo (Regie: Stefan Schwietert), Nominierung Schweizer Filmpreis 2001 – Bester Dokumentarfilm
- 2000: Anna Wunder (Regie: Ulla Wagner)
- 2000: Komiker (Regie: Markus Imboden)
- 2001: Als Großvater Rita Hayworth liebte (Regie: Iva Švarcová)
- 2001: Scheherazade (Regie: Riccardo Signorell)
- 2001: Die Straße des Marmors (La strada del marmo) (Regie: Michael Trabitzsch)
- 2001: Thelma (Regie: Pierre-Alain Meier), Zürcher Filmpreis 2001
- 2001: Utopia Blues (Regie: Stefan Haupt)
- 2001: Venus Boyz (Regie: Gabriel Baur)
- 2002: Brennen im Wind (Regie: Silvio Soldini)
- 2002: Brombeerchen (Regie: Oliver Rihs)
- 2002: Ernstfall in Havanna (Regie: Sabine Boss), nominiert für Schweizer Filmpreis 2003 – Bester Spielfilm
- 2002: Forget Baghdad (Regie: Samir), nominiert für Schweizer Filmpreis 2003 – Bester Dokumentarfilm
- 2002: Ich hiess Sabina Spielrein (Regie: Elisabeth Márton)
- 2002: Mani Matter – Warum syt dir so truurig? (Regie: Friedrich Kappeler)
- 2002: Hirtenreise ins dritte Jahrtausend (Regie: Erich Langjahr)
- 2003: Achtung, fertig, Charlie! (Regie: Mike Eschmann), erfolgreichster Schweizer Film des Jahres (nach Kinoeinnahmen)
- 2003: Ässhäk – Geschichten aus der Sahara (Regie: Ulrike Koch)
- 2003: Little Girl Blue (Regie: Anna Luif), nominiert für Schweizer Filmpreis 2004 – Bester Spielfilm
- 2003: Wenn der Richtige kommt (Regie: Stefan Hillebrand & Oliver Paulus)
- 2004: Accordion Tribe (Regie: Stefan Schwietert), Schweizer Filmpreis 2005 – Bester Dokumentarfilm
- 2004: Dummer Junge – Garçon stupide (Garçon stupide) (Regie: Lionel Baier)
- 2004: Im Nordwind (Regie: Bettina Oberli), Nominierung Schweizer Filmpreis 2005 – Bester Spielfilm
- 2004: Lücke im System (Absolut) (Regie: Romed Wyder)
- 2004: The Ring Thing (Regie: Mark Schippert)
- 2004: Strähl (Regie: Manuel Fluren Hendry)
- 2004: Stratosphere Girl (Regie: Matthias X. Oberg)
- 2005: Katzenball (Regie: Veronika Minder), Teddy Award 2005 – Bester Dokumentarfilm, Berner Filmpreis 2005 – Dokumentarfilm, Zürcher Filmpreis 2005
- 2005: Mein Name ist Eugen (Regie: Michael Steiner)
- 2005: Snow White (Regie: Samir)
- 2005: Steinschlag (Regie: Judith Kennel)
- 2005: Tod eines Keilers (Der Keiler) (Regie: Urs Egger), Romy 2006 – Beste Regie, Nominierung Adolf-Grimme-Preis 2007 – Kategorie Wettbewerb Fiktion / Spezial
- 2005: Undercover (Regie: Sabine Boss)
- 2005: Unser America (Regie: Kristina Konrad)
- 2006: Comme des voleurs (Regie: Lionel Baier), Nominierung Schweizer Filmpreis 2007 – Bester Spielfilm
- 2006: Das Fräulein (Regie: Andrea Štaka)
- 2006: Grounding – Die letzten Tage der Swissair (Regie: Michael Steiner)
- 2006: Handyman (Regie: Jürg Ebe)
- 2006: Die Herbstzeitlosen (Regie: Bettina Oberli)
- 2006: Hippie Masala (Regie: Ulrich Grossenbacher & Damaris Lüthi)
- 2006: Jeune Homme (Regie: Christoph Schaub)
- 2006: Nachbeben (Regie: Stina Werenfels)
- 2006: Vitus (Regie: Fredi M. Murer)
- 2006: Das wahre Leben ist anderswo (La vraie vie est ailleurs) (Regie: Frédéric Choffat)
- 2006: Wir werden uns wiederseh’n (Regie: Stefan Hillebrand & Oliver Paulus)
- 2006: Das Erbe der Bergler (Regie: Erich Langjahr)
- 2007: Breakout (Regie: Mike Eschmann)
- 2007: Chicken Mexicaine (Regie: Armin Biehler)
- 2007: Heimatklänge (Regie: Stefan Schwietert), Schweizer Filmpreis 2008 – Bester Dokumentarfilm
- 2007: Marmorera (Regie: Markus Fischer)
- 2008: Der Freund (Regie: Micha Lewinsky), Schweizer Filmpreis 2008 – Bester Spielfilm
- 2008: Heldin der Lüfte (Regie: Michael C. Huber)
- 2008: Hidden Heart (Regie: Werner Schweizer, Cristina Karrer), Zürcher Filmpreis 2008
- 2008: Home (Regie: Ursula Meier), Schweizer Filmpreis 2009 – Bester Spielfilm, Schweizer Filmpreis 2009 – Bestes Drehbuch
- 2008: Jimmie (Regie: Tobias Ineichen), bester Schweizer Spielfilm, beste männliche Rolle, beste weibliche Rolle
- 2008: Luftbusiness (Regie: Dominique de Rivaz)
- 2008: Nur ein Sommer (Regie: Tamara Staudt), Festival des deutschen Films 2008 – Publikumspreis
- 2008: Tag am Meer (Regie: Moritz Gerber), Berner Filmpreis 2009
- 2008: Tandoori Love (Regie: Oliver Paulus)
- 2008: Tausend Ozeane (Regie: Luki Frieden)
- 2008: Tulpan (Regie: Sergei Dworzewoi), Nominierung Europäischer Filmpreis 2008 – Bester Nachwuchsfilm, Zurich Film Festival 2008 – Bester Nachwuchsspielfilm, Un Certain Regard 2008
- 2009: Cargo (Regie: Ivan Engler)
- 2009: Flug in die Nacht – Das Unglück von Überlingen (Regie: Till Endemann)
- 2009: Der Fürsorger oder Das Geld der Anderen (Regie: Lutz Konermann)
- 2009: Im Sog der Nacht (Regie: Markus Welter)
- 2009: Mein Kampf (Regie: Urs Odermatt)
- 2009: Pepperminta (Regie: Pipilotti Rist), Premiere an den Filmfestspielen Venedig
- 2009: Räuberinnen (Regie: Carla Lia Monti)
- 2009: Rocksteady – The Roots of Reggae (Regie: Stascha Bader), Zürcher Filmpreis 2009 – Bester Dokumentarfilm
- 2009: Die Standesbeamtin (Regie: Micha Lewinsky)
- 2009: Das Summen der Insekten (Regie: Peter Liechti), Europäischer Filmpreis 2009 – Bester Dokumentarfilm, Nominierung Schweizer Filmpreis 2010 – Bester Dokumentarfilm
- 2009: Tannöd (Regie: Bettina Oberli)
- 2009: Verso (Regie: Xavier Ruiz)
- 2009: Geburt (Regie: Erich Langjahr)

## 2010er Jahre
- 2010: 180° – Wenn deine Welt plötzlich Kopf steht (Regie: Cihan Inan)
- 2010: Bödälä – Dance The Rhythm (Regie: Gitta Gsell), Solothurner Filmtage 2010 – Prix du Public
- 2010: Film Socialisme (Regie: Jean-Luc Godard)
- 2010: Im Garten der Klänge (Nel giardino dei suoni) (Regie: Nicola Bellucci), Solothurner Filmtage 2010 – Prix de Soleure
- 2010: Der Kameramörder (Regie: Robert Adrian Pejo)
- 2010: Madly in Love (Regie: Anna Luif)
- 2010: Pizza Bethlehem (Regie: Bruno Moll), Berner Filmpreis 2010, Zürcher Filmpreis 2010
- 2010: Satte Farben vor Schwarz (Regie: Sophie Heldman)
- 2010: Das Schiff des Torjägers (Regie: Heidi Specogna)
- 2010: Sennentuntschi (Regie: Michael Steiner)
- 2010: Sommervögel (Regie: Paul Riniker)
- 2010: Was will ich mehr (Cosa voglio di più) (Regie: Silvio Soldini)
- 2011: Abrir puertas y ventanas (Regie: Milagros Mumenthaler), Goldener Leopard
- 2011: Der böse Onkel (Regie: Urs Odermatt)
- 2011: Regilaul – Lieder aus der Luft (Regie: Ulrike Koch)
- 2011: Silberwald (Regie: Christine Repond), Filmfestival Max Ophüls Preis 2011 – Preis der Ökumenischen Jury
- 2011: Ein Sommersandtraum (Regie: Peter Luisi), Nominierung Schweizer Filmpreis 2011 – Bester Spielfilm
- 2011: Sommerspiele (Regie: Rolando Colla), Schweizer Filmpreis 2012 – Bester Spielfilm
- 2011: The Substance – Albert Hofmanns LSD (Regie: Martin Witz), Nominierung Schweizer Filmpreis 2012 – Bester Dokumentarfilm
- 2011: Der Verdingbub (Regie: Markus Imboden), erfolgreichste Schweizer Spielfilm seit Die Herbstzeitlosen (2006), Schweizer Fernsehpreis 2012 – Bester Film
- 2012: À perdre la raison (Regie: Joachim Lafosse), Magritte 2013: Bester Film / Beste Regie / Nominierung Bestes Drehbuch, Nominierung Satellite Awards 2012 – Bester fremdsprachiger Film, Nominierung César 2013 – Bester ausländischer Film
- 2012: Appassionata (Regie: Christian Labhart), Zurich Film Festival 2012 – Publikumspreis
- 2012: Argerich – Bloody Daughter (Regie: Stéphanie Argerich)
- 2012: Balkan Melodie (Regie: Stefan Schwietert), Nominierung Schweizer Filmpreis 2012 – Bester Dokumentarfilm
- 2012: Clara und das Geheimnis der Bären (Regie: Tobias Ineichen)
- 2012: Mein erster Berg, ein Rigi Film (Regie: Erich Langjahr)
- 2012: More than Honey (Regie: Markus Imhoof)
- 2012: Nachtlärm (Regie: Christoph Schaub)
- 2012: Sadhu – Auf der Suche nach der Wahrheit (Regie: Gaël Métroz)
- 2012: Thorberg (Regie: Dieter Fahrer), Nominierung Schweizer Filmpreis 2013 – Bester Dokumentarfilm
- 2012: Wie zwischen Himmel und Erde (Regie: Maria Blumencron)
- 2012: Winterdieb (Regie: Ursula Meier)
- 2012: Winternomaden (Regie: Manuel von Stürler), Europäischer Filmpreis 2012 – Bester Dokumentarfilm, Nominierung Schweizer Filmpreis 2013 – Bester Dokumentarfilm
- 2013: Morceaux choisis (Regie: Theodor Boder)
- 2013: Himmelfahrtskommando (Regie: Dennis Ledergerber)
- 2013: Der Imker (Regie: Mano Khalil), Nominierung Schweizer Filmpreis 2014 – Bester Dokumentarfilm
- 2013: Die innere Zone (Regie: Fosco Dubini)
- 2013: Lovely Louise (Regie: Bettina Oberli)
- 2013: Neuland (Regie: Anna Thommen), Internationales Dokumentarfilmfestival München 2014 – DOK.fest Preis der SOS-Kinderdörfer weltweit
- 2013: Rosie (Regie: Marcel Gisler), Zürcher Filmpreis (bester Spielfilm)
- 2013: Die schwarzen Brüder (Regie: Xavier Koller)
- 2013: Traumland (Regie: Petra Volpe), Nominierung Schweizer Filmpreis 2014 – Bester Spielfilm, Günter-Rohrbach-Filmpreis 2014
- 2013: Verliebte Feinde (Regie: Werner Schweizer)
- 2013: Vielen Dank für Nichts (Regie: Oliver Paulus, Stefan Hillebrand)
- 2013: Who Killed Johnny (Regie: Yangzom Brauen)
- 2014: Bouboule (Regie: Bruno Deville)
- 2014: Cure – Das Leben einer Anderen (Cure - The Life of Another) (Regie: Andrea Štaka)
- 2014: Dawn (Regie: Romed Wyder)
- 2014: Electroboy (Regie: Marcel Gisler)
- 2014: Der Goalie bin ig (Regie: Sabine Boss)
- 2014: Iraqi Odyssey (Regie: Samir), Nominierung Schweizer Filmpreis 2015 – Bester Dokumentarfilm
- 2014: Der Kreis (Regie: Stefan Haupt)
- 2014: Land der Wunder (Le meraviglie) (Regie: Alice Rohrwacher), Internationale Filmfestspiele von Cannes 2014 – Großer Preis der Jury
- 2014: Love Island (Regie: Jasmila Žbanić)
- 2014: Millions Can Walk (Regie: Christoph Schaub, Kamal Musale)
- 2014: Pause (Regie: Mathieu Urfer)
- 2014: Shana – Das Wolfsmädchen (Shana: The Wolf’s Music) (Regie: Nino Jacusso), Goldener Spatz 2015
- 2014: Tyfelstei (Regie: Chris Bucher)
- 2014: Winna – Weg der Seelen (Regie: Fabienne Mathier)
- 2015: Above and Below (Regie: Nicolas Steiner), Schweizer Filmpreis 2016 – Bester Dokumentarfilm, Deutscher Filmpreis 2016 – Bester Dokumentarfilm
- 2015: Dora oder die sexuellen Neurosen unserer Eltern (Regie: Stina Werenfels), Nominierung Schweizer Filmpreis 2015 – Bester Spielfilm
- 2015: Giovanni Segantini – Magie des Lichts (Regie: Christian Labhart)
- 2015: Heidi (Regie: Alain Gsponer)
- 2015: Nichts passiert (Regie: Micha Lewinsky), Schweizer Filmpreis 2016 – Bestes Drehbuch
- 2015: Polder – Tokyo Heidi (Regie: Samuel Schwarz, Julian M. Grünthal)
- 2015: Schellen-Ursli (Regie: Xavier Koller)
- 2015: Sworn Virgin (Regie: Laura Bispuri)
- 2016: Aloys (Regie: Tobias Nölle), Nominierung Schweizer Filmpreis 2017 – Bester Spielfilm
- 2016: Finsteres Glück (Regie: Stefan Haupt)
- 2016: Für eine schöne Welt (Regie: Erich Langjahr)
- 2016: Der grosse Sommer (Regie: Stefan Jäger)
- 2016: Gyrischachen – von Sünden, Sofas und Cervelats (Regie: Sonja Mühlemann), Berner Filmpreis 2016
- 2016: Die Jägerin (Moka) (Regie: Frédéric Mermoud), Locarno Film Festival 2016 – Variety Piazza Grande Award
- 2016: Ein Jude als Exempel (Un juif pour l’exemple) (Regie: Jacob Berger)
- 2016: Mein Leben als Zucchini (Regie: Claude Barras)
- 2016: Die Schwalbe (Regie: Mano Khalil), Nominierung Solothurner Filmtage 2016 – Prix de Soleure
- 2016: Welcome to Iceland (Regie: Felix Tissi), Berner Filmpreis 2016
- 2016: Die Welt der Wunderlichs (Regie: Dani Levy)
- 2016: Zen for Nothing (Regie: Werner Penzel), Berner Filmpreis 2016
- 2017: Die göttliche Ordnung (Regie: Petra Volpe), Solothurner Filmtage 2017 – Prix de Soleure
- 2017: Köhlernächte (Regie: Robert Müller)
- 2017: Lasst die Alten sterben (Regie: Juri Steinhart)
- 2017: Papa Moll und die Entführung des fliegenden Hundes (Regie: Manuel Flurin Hendry)
- 2017: Vakuum (Regie: Christine Repond), Nominierung Schweizer Filmpreis 2018 – Bestes Drehbuch
- 2017: Walter Pfeiffer – Chasing Beauty (Regie: Iwan P. Schumacher)
- 2018: Becoming Animal (Regie: Emma Davie und Peter Mettler)
- 2018: Bildbuch (Le livre d'image) (Regie: Jean-Luc Godard), Internationale Filmfestspiele von Cannes 2018 – Goldene Palme – Sonderpreis
- 2018: Chris the Swiss (Regie: Anja Kofmel), Zürcher Filmpreis 2018, Schweizer Filmpreis 2019 – Bester Dokumentarfilm
- 2018: Closer to God (Regie: Grete Jentzen, Annette Berger)
- 2018: Eldorado (Regie: Markus Imhoof)
- 2018: Female Pleasure (Regie: Barbara Miller)
- 2018: Genesis 2.0 (Regie: Christian Frei)
- 2018: Glücklich wie Lazzaro (Lazzaro felice) (Regie: Alice Rohrwacher), Internationale Filmfestspiele von Cannes 2018 – Bestes Drehbuch, Europäischer Filmpreis 2018 – European University Film Award
- 2018: Immer noch Frau (Les Dames) (Regie: Stéphanie Chuat, Véronique Reymond), Nominierung Schweizer Filmpreis 2019 – Bester Dokumentarfilm
- 2018: Die kleine Hexe (Regie: Michael Schaerer)
- 2018: Der Läufer (Regie: Hannes Baumgartner), Nominierung Schweizer Filmpreis 2019 – Bester Spielfilm
- 2018: Mario (Regie: Marcel Gisler)
- 2018: Der Unschuldige (Regie: Simon Jaquemet), Nominierung Schweizer Filmpreis 2019 – Bester Spielfilm
- 2018: Wer hat eigentlich die Liebe erfunden? (Regie: Kerstin Polte)
- 2018: With the Wind (Le vent tourne) (Regie: Bettina Oberli), Locarno Film Festival 2018 – Variety Piazza Grande Award
- 2018: Wo bist du, João Gilberto? (Where Are You, João Gilberto?) (Regie: Georges Gachot)
- 2018: Wolkenbruchs wunderliche Reise in die Arme einer Schickse (Regie: Michael Steiner)
- 2018: Zone Rouge (Regie: Cihan Inan)
- 2019: Amen Saleikum – Fröhliche Weihnachten (Regie: Katalin Gödrös)
- 2019: Baghdad in my Shadow (Regie: Samir), drei Nominierungen beim Schweizer Filmpreis 2020
- 2019: Der Bär in mir (Regie: Roman Droux)
- 2019: Body of Truth (Regie: Evelyn Schels)
- 2019: Bruno Manser – Die Stimme des Regenwaldes (Regie: Niklaus Hilber), Zurich Film Festival 2019 – Science Film Award
- 2019: Das Flirren am Horizont (Le milieu de l’horizon) (Regie: Delphine Lehericey), Schweizer Filmpreis 2020: Bester Spielfilm und Bestes Drehbuch
- 2019: Lea Tsemel, Anwältin (Advocate) (Regie: Philippe Bellaïche, Rachel Leah Jones), Emmy Award 2021 – News & Documentary
- 2019: Das Rössli, die Seele eines Dorfes (Regie: Erich Langjahr)
- 2019: Zwingli (Regie: Stefan Haupt)

## 2020er Jahre
- 2020: Beyto (Regie: Gitta Gsell), Solothurner Filmtage 2021 – Prix du Public
- 2020: Eden für jeden - jedem siis gärtli (Regie: Rolf Lyssy)
- 2020: Mare (Regie: Andrea Štaka), Solothurner Filmtage 2021 – Prix de Soleure
- 2020: Moskau Einfach! (Regie: Micha Lewinsky)
- 2020: Nemesis (Regie: Thomas Imbach)
- 2020: Platzspitzbaby (Regie: Pierre Monnard), fünf Nominierungen beim Schweizer Filmpreis 2021
- 2021: Atlas (Regie: Niccolò Castelli), Nominierung Schweizer Filmpreis 2021 – Bester Spielfilm
- 2021: Da kommt noch was (Regie: Mareille Klein)
- 2021: Hive (Regie: Blerta Basholli), Sundance Film Festival 2021: Ausgezeichnet in den Kategorien World Cinema Dramatic Competition, World Cinema Grand Jury Prize: Dramatic, Audience Award: World Cinema Dramatic
- 2021: Luchs (Regie: Laurent Geslin), Locarno Film Festival 2021
- 2021: Das Mädchen und die Spinne (Regie: Ramon Zürcher, Silvan Zürcher), Berner Filmpreis 2021
- 2021: Nachbarn (Regie: Mano Khalil), Berner Filmpreis 2021
- 2021: Olga (Regie: Elie Grappe), Schweizer Vorschlag für den Oscar 2022, Schweizer Filmpreis 2022 – Bester Spielfilm, Schweizer Filmpreis 2022 – Bestes Drehbuch
- 2021: Paracelsus – Ein Landschaftsessay (Regie: Erich Langjahr), Zurich Film Festival 2021
- 2021: Prinzessin (Regie: Peter Luisi)
- 2022: Drii Winter (Regie: Michael Koch), Schweizer Filmpreis 2023 – Bester Spielfilm
- 2022: Last Dance (Regie: Delphine Lehericey), Locarno Film Festival 2022 – Publikumspreis
- 2023: Bon Schuur Ticino (Regie: Peter Luisi)
- 2023: Madame Sidonie in Japan (Sidonie au Japon) (Regie: Élise Girard)
- 2024: Reinas – Die Königinnen (Reinas) (Regie: Klaudia Reynicke), Schweizer Vorschlag für die Oscarverleihung 2025 – Bester internationaler Film
- 2024: Tschugger – Der lätscht Fall (Regie: David Constantin), die vierte Staffel der Serie Tschugger, wurde zunächst als Kinofilm veröffentlicht.